# Сорокино (Боровичский район)
Соро́кино — деревня в Боровичском районе Новгородской области; входит в состав Кончанско-Суворовского сельского поселения (центр: село Кончанско-Суворовское).

## География
Ближайшие озёра: Любонец и Сушенец.
Деревня стоит на дороге Удино — Рябиновка.
- Расстояние до районного центра (Боровичи): 36 км.
- Расстояние до областного центра (Великий Новгород): 176 км.
- Расстояние до столицы (Москва): 374 км.

Ближайшие населенные пункты: Рябиновка и Кочерово — по 4 км до каждого из них. Также, неподалёку (около километра) деревня Высоко (0 жителей).

## Население
| 2010 |
| ---- |
| 0    |